# 馬什菲爾德鎮區 (密蘇里州韋伯斯特縣)
馬什菲爾德鎮區（英語：Marshfield Township）是位於美國密蘇里州韋伯斯特縣的一個行政鎮區。

## 地方資料
馬什菲爾德鎮區的面積為23.47平方千米，當中陸地面積為23.43平方千米，而水域面積為0.04平方千米。根據2020年美國人口普查的數據，當地共有人口7308人，而人口密度為每平方千米311.38人。